# مارك ر.كرافيتز
مارك ريتشارد كرافيتز (21 يونيو 1950-30 سبتمبر 2012) كان قاضيا للولايات المتحدة في محكمة مقاطعة الولايات المتحدة مقاطعة كونيتيكت.

## النشأة والتعليم
ولد كرافيتز في فيلادلفيا ، بنسلفانيا في عام 1950. بعد حصوله على درجة البكالوريوس في الآداب في عام 1972 من جامعة ويسليان (بامتياز ، Phi Beta Kappa) ، حصل على دكتوراه في القانون من مركز القانون بجامعة جورج تاون في عام 1975 ، حيث شغل منصب مدير تحرير مجلة جورج تاون للقانون.
بعد تخرجه من كلية الحقوق ، عمل كرافيتز ككاتب قانوني لدى القاضي جيمس هنتر الثالث ، قاضي الدائرة ، في محكمة الاستئناف في الولايات المتحدة للدائرة الثالثة ، ثم رئيس القضاة (ثم القاضي) ويليام هـ.رينكويست ، من المحكمة العليا للولايات المتحدة من 1978 إلى 1979.

## حياة مهنية
قبل تعيينه في مقاعد البدلاء الاتحادية, كان كرافيتز شريكا في مكتب محاماة مقرها كونيتيكت ويجين ودانا, LLP, حيث تركزت ممارسته على التقاضي الاستئناف. وبينما كان في الممارسة الخاصة ، جادل في قضايا أمام المحكمة العليا للولايات المتحدة ، ومحاكم الاستئناف في الولايات المتحدة ومختلف المحاكم العليا في الولايات في جميع أنحاء الولايات المتحدة. من 1999 إلى 2003 ، عمل كرافيتز كمعلق منتظم وكاتب عمود في مجلة القانون الوطني حول قانون الاستئناف. كما قام بتأليف العديد من المقالات حول مجموعة متنوعة من المواضيع القانونية. وفي عامي 2006 و 2009 ، عين زميلا أقدم في القانون في كلية الحقوق بجامعة ملبورن ، في ملبورن ، أستراليا. كان كرافيتز أيضا محاضرا في القانون في كلية الحقوق بجامعة ييل.

## خدمة محكمة المقاطعة
تم ترشيحه من قبل الرئيس الأمريكي جورج دبليو بوش لملء مقعد في المحكمة التي أخلها ألفريد ضد كوفيلو في 27 مارس 2003 وتم تأكيده من قبل مجلس الشيوخ الأمريكي في 11 يونيو 2003. استلم لجنته في 12 يونيو 2003 ، وأدى اليمين الدستورية من قبل رئيس القضاة رينكويست. بعد وفاة كرافيتز ، في 24 فبراير 2014 ، أكد مجلس الشيوخ الأمريكي جيفري أ. ماير لملء المقعد.

## موت
توفي كرافيتز في 30 سبتمبر 2012 ، في جيلفورد ، كونيتيكت. توفي من التصلب الجانبي الضموري (ALS) ، المعروف باسم " مرض لو جيهريج."بحلول وقت وفاته ، لم يعد يستمع إلى القضايا الجنائية أو إجراء محاكمات مدنية.